# هندسة محدبة

مخروط محدب

في الرياضيات، الهندسة المحدبة (بالإنجليزية: Convex geometry) هي فرع الهندسة الرياضية الذي يهتم بدراسة المجموعات المحدبة خاصة في الفضاء الإقليدي.

## تطبيقات
توجد المجموعات المحدبة في العديد من فروع الرياضيات:
- هندسة رياضية حاسوبية
- هندسة متقطعة
- تحليل دالي
- برمجة خطية
- نظرية الاحتمالات وغيرها

## تاريخ
تعتبر الهندسة المحدبة فرعا جديدا نسبياً في الرياضيات، على الرغم من أنها تعتمد على أسس تعود إلى أعمال قام بها إقليدس وأرخميدس.
أصبحت الهندسة المحدبة فرعاً مستقلاً في الرياضيات في القرن التاسع عشر وخصوصاً على أعمال هيرمان مينكوفسكي وهيرمان برون.

## اقرأ أيضا
- انغلاق محدب